# Eublemma goulandrii
Eublemma goulandrii är en fjärilsart som beskrevs av Koutsaftikis 1973. Eublemma goulandrii ingår i släktet Eublemma och familjen nattflyn. Inga underarter finns listade i Catalogue of Life.